# Ardisia lankawiensis
Ardisia lankawiensis là một loài thực vật có hoa trong họ Anh thảo. Loài này được King & Gamble mô tả khoa học đầu tiên năm 1906.